# ベンジャミン・ストックハム
ベンジャミン・ストックハム（Benjamin Stockham、2000年7月8日 - ）は、アメリカ合衆国の俳優。

## 出演作品
- ワンス・アポン・ア・タイム